# Elecciones presidenciales de Seychelles de 2011
Las elecciones presidenciales de Seychelles de 2011 tuvieron lugar en mayo del mencionado año con el objetivo de renovar la presidencia de la república para el período 2011-2016. Fueron las quintas elecciones presidenciales realizadas en el país desde la restauración del multipartidismo. El presidente James Michel se presentó para la reelección por el Partido Popular (PL), anteriormente conocido como Frente Progresista del Pueblo de Seychelles, y que concurriría por primera vez a elecciones desde su cambio de nombre. El principal opositor de Michel sería Wavel Ramkalawan, por el Partido Nacional de Seychelles (SNP), seguido por Phillipe Boullé, como candidato independiente, y Ralph Volcere, por el Nuevo Partido Democrático (NDP). Serían también las primeras elecciones desde la Gran Recesión de 2008, que había provocado una crisis económica en el país.
Michel obtuvo la victoria en primera vuelta con el 55.46% de los votos, sin que se dieran las condiciones requeridas para realizar una segunda vuelta, e incrementando su caudal de votos con respecto a la anterior elección. Ramkalawan obtuvo el 41.43%, lo que significó su primera caída de votos y su primera caída descenso porcentual desde que contendiera por primera vez, en 1998. Boullé, al contrario, tuvo el que sería su único incremento, con el 1.66%, mientras que Volcère quedó en último lugar con el 1.43%. La participación fue del 85.26% del electorado registrado.
Aunque no se produjeron protestas de importancia y la mayoría de la población pareció satisfecha con el resultado, la oposición denunció que el escenario electoral había sido injusto, acusando a Michel y al Partido Popular de utilizar los recursos del estado para financiar su campaña. Fue el primer cuestionamiento serio de un resultado electoral en la historia de Seychelles. Durante el resto del año, la oposición denunció cada vez más la falta de garantías políticas, lo que llevó al boicot opositor de las elecciones parlamentarias de octubre.

## Resultados
|  | 55.46 % |

|  | 41.43 % |

|  | 1.66 % |

|  | 1.45 % |

|  | 97.28 % |

|  | 2.72 % |

|  | 100.00 % |

|  | 85.26 % |